# Buck Deadrich
Buck Deadrich, właśc. Burke William Deadrich (ur. 30 czerwca 1945 w Oakland, zm. 18 listopada 2012 w Vallejo) – amerykański zapaśnik walczący w stylu klasycznym. Olimpijczyk z Monachium 1972, gdzie odpadł w eliminacjach w kategorii 100 kg.
Zajął szóste miejsce na mistrzostwach świata w 1969 i odpadł w eliminacjach w 1971 roku.
Zawodnik Chabot College z Hayward i Southern Illinois University Carbondale.